# Široka Bara, Belgrad
Široka Bara este o localitate în zona suburbană a orașului Belgrad, comuna Palilula, Banat, Serbia.